# Typ 99 Haftmine

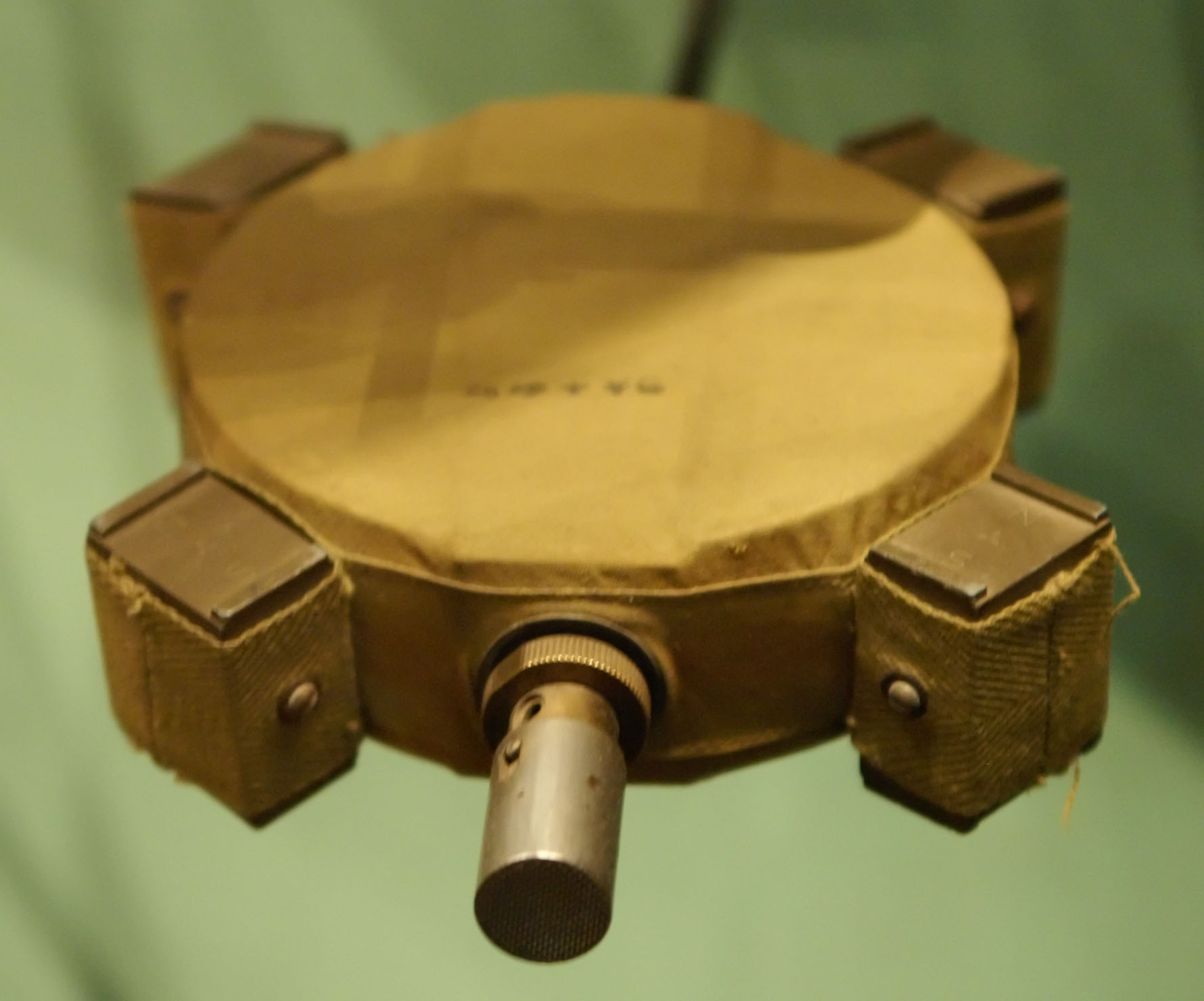
Typ 99 Haftmine

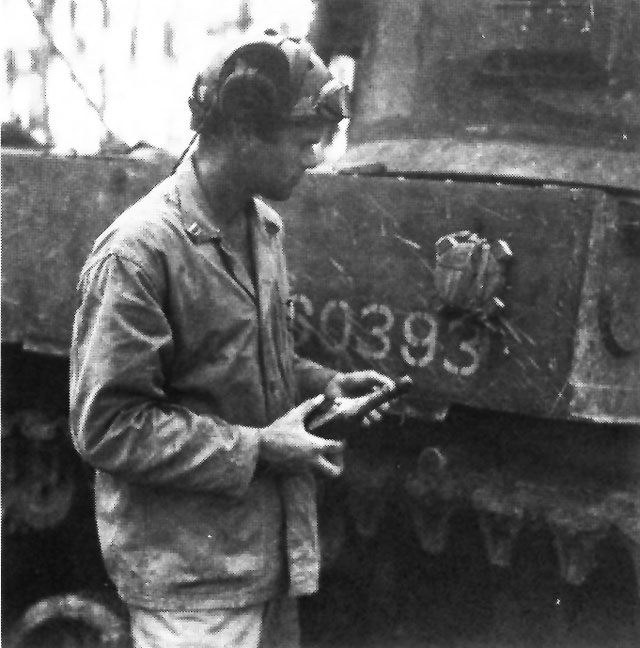
Eine in der Schlacht um New Georgia im August 1943 an einem amerikanischen Panzer angebrachte, aber nicht explodierte Haftmine

Die Typ 99 Haftmine (japanisch 九九式破甲爆雷 hakobakurai) ist eine im Jahre 1939 (Kōki 2599, daher die Typbezeichnung) vom Kaiserlich Japanischen Heer entwickelte magnetische Sprengladung. Die Waffe wurde hauptsächlich als Panzernahkampfmittel verwendet; man konnte sie aber auch an jeder magnetischen Oberfläche wie z. B. Stahltüren von Bunkern anbringen.

## Technik
Der Minenkörper war eine Scheibe von etwa 12 cm Durchmesser und 4 cm Dicke aus Canvas. An der Seite des Minenkörpers befanden sich vier Magnete. Der Minenkörper war mit acht Ladungen TNT gefüllt, die jeweils mit Wachspapier umhüllt waren. Das Gesamtgewicht betrug etwa 1,2 kg, das Gewicht des Sprengstoffs etwa 620 g. Während des Transports war der Zünder ausgebaut; der Zündgang war mit einem hölzernen Pfropfen verschlossen. Beim Einsatz musste die Waffe in direkten Kontakt mit einer metallischen Oberfläche gebracht werden, an der die Magnete hafteten. Durch einen Schlag auf den Zünderkopf wurde der Zünder aktiviert; nach einer Verzögerung von etwa 5–6 Sekunden erfolgte die Explosion. Es konnten aber auch chemisch-mechanische Langzeitzünder für besondere Zwecke verwendet werden.
Die Waffe durchschlug etwa 2 cm Panzerung. Zwei Haftminen konnten gekoppelt werden, indem sie gestapelt wurden, wobei die Magnete jeweils zum gegenteiligen Pol zeigten. Gekoppelte Haftminen durchschlugen etwa 3 cm Panzerung.

## Einsatz
Die Waffe wurde im Pazifikkrieg von der japanischen Armee gegen die Streitkräfte der Vereinigten Staaten eingesetzt. Den Japanern fehlten oft angemessene Panzerabwehrwaffen, weshalb sie auf verschiedene Panzernahkampfmittel zurückgriffen. Um einen Panzer mit der Haftmine zu bekämpfen, musste die Waffe mit der Hand direkt auf ihm platziert werden. Wurde die Waffe geworfen, prallte sie von der Panzerung ab. Bei den modernen Panzern war die seitliche Panzerung aber so stark, dass die Haftminen sie oft nicht durchschlagen konnten. Eine Ablösung von Metallsplittern im Inneren ohne Durchschlag, eine Wirkung, die bei Quetschkopfgeschossen vorkommt, bestand nicht. Das primäre Ziel war daher die dünnere horizontale Panzerung, z. B. über dem Motor.
Die Bekämpfung eines feindlichen Panzers mit der Haftmine war im Grunde eine Selbstmordmission. Schon die Annäherung an den Panzer wurde sehr vielen japanischen Soldaten zum Verhängnis. Zumindest war durch den Zeitzünder das Überleben des Soldaten theoretisch möglich. Die gegen Kriegsende eingeführte Stoßmine war hingegen schon vom Konzept her eine Selbstmordwaffe.